# Indisk vipstjert
Indisk vipstjert (latin: Motacilla maderaspatensis) er en spurvefugl, der lever på det sydlige Himalaya og i det indiske subkontinent.